# Danaus genutia
Monarque indien
Espèce
Danaus genutia ou Monarque indien est une espèce de lépidoptères de la famille des Nymphalidae et de la sous-famille des Danainae.
C'est l'un des papillons les plus communs de l'Inde.

## Description

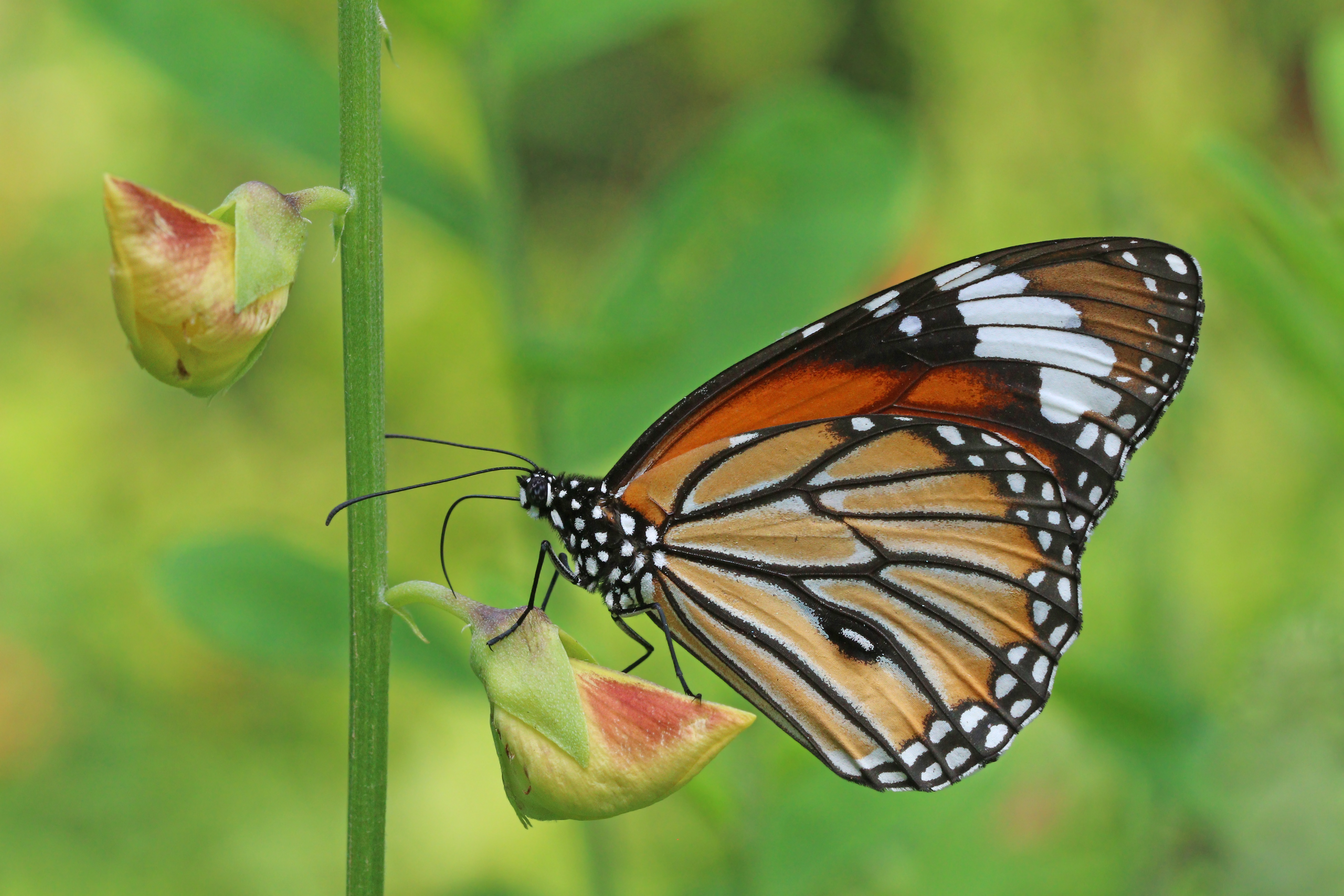
Un monarque indien sur une fabacée.

### Imago
C'est un grand papillon orange clair bordé et veiné de marron et à l'apex marron à taches blanches. Le verso des antérieures est identique orange bordé de marron orné de points blanc, celui des postérieures est marron clair veiné de foncé.

#### Espèces ressemblantes
Il peut être confondu avec Danaus chrysippus et Danaus plexippus dans leur aire de répartition commune.

### Premiers stades
Les œufs sont jaune pâle. 
La chenille présente un dos marron, des lignes latérales jaunes et un dos noir. Elle est toxique et les prédateurs s'en détournent.

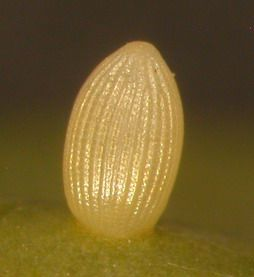
œuf
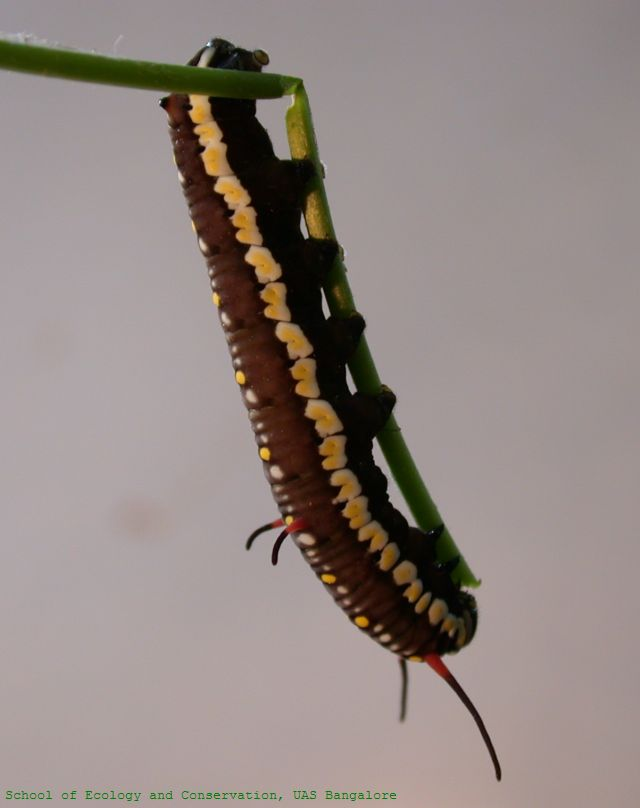
chenille
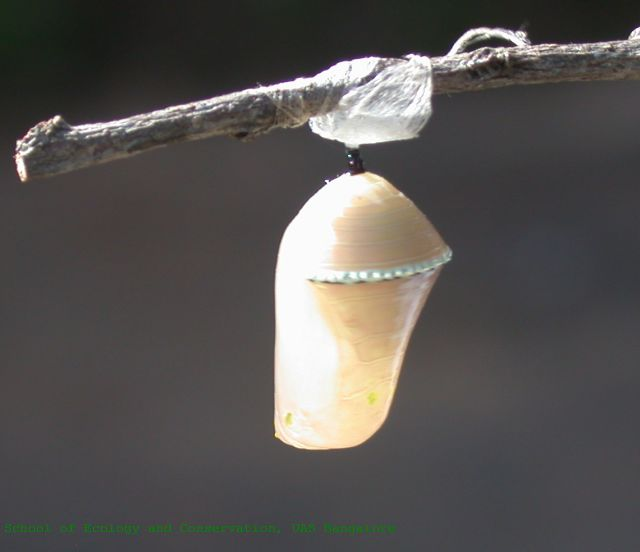
chrysalide

## Noms vernaculaires
En anglais, l'espèce est appelée Common Tiger, Indian Monarch ou encore Orange Tiger.

## Sous-espèces
D'après Funet :
- Danaus genutia genutia — en Inde, Malaisie, Thaïlande, Indochine, Ceylan, Nicobar, Singapour, en Chine et à Taïwan.
- Danaus genutia alexis (Waterhouse et Lyell, 1914) — dans le nord-ouest de l'Australie.
- Danaus genutia conspicua Butler, 1866
- Danaus genutia intensa (Moore, 1883) — à Java, Bali, et Bornéo.
- Danaus genutia kyllene Fruhstorfer, 1910
- Danaus genutia laratensis Butler, 1883
- Danaus genutia leucoglene C. & R. Felder, 1865
- Danaus genutia niasicus Fruhstorfer, 1899 — à Nias.
- Danaus genutia partita Fruhstorfer, 1897
- Danaus genutia sumatrana Moore, 1883 — à Sumatra.
- Danaus genutia telmissus Fruhstorfer, 1910
- Danaus genutia tychius Fruhstorfer, 1910
- Danaus genutia wetterensis Fruhstorfer, 1899 — à Timor.

## Biologie

### Période de vol
C'est un migrateur avéré[réf. souhaitée].

### Plantes-hôtes
Les plantes-hôtes sont des Asclepias (Asclepias curassavica) et d'autres espèces dont Calotropis gigantea, Calotropis procera, Cynanchum langysuense, Cynanchum formosana, Cynanchum taiwanianum, Marsdenia tomentosa, Marsdenia tinctoria, Pergularia odoratissima, Raphistemma pulchellum, Raphistemma lemma, Metaplexis japonica, Ceropegia intermedia, Cynanchum dalhousiae, Cynanchum liukiuensis, Graphistemma pictum, Raphistemma pulchellum, Tylophora cissoides, Tylophora tanakae.

## Distribution et biotopes
L'espèce est présente en Asie, de l'Afghanistan, l'Inde et la Chine jusqu'à l'Australie en passant par la Malaisie, Thaïlande, Indochine, Ceylan, Nicobar, Singapour, Taïwan, Timor, Nias, Sumatra, Java, Bali et Bornéo.
On la trouve jusqu'à 500 mètres d'altitude. Cette espèce vit dans les forêts de feuillus et les jachères proches des maisons.
Une étude a montré que Danaus genutia privilégie quatre espèces de plantes nectarifères : Nerium oleander, Barbeleria cristata rosea, Crotalaria juncea et Bauhinia perpurea.

## Protection
Pas de statut particulier[réf. nécessaire].

## Philatélie
La poste de Hong Kong et celle du Kampuchea ont chacune émis un timbre à l'effigie de Danaus genutia.